# Campeonato Baiano 1917
In 1917 werd het dertiende Campeonato Baiano gespeeld voor voetbalclubs uit de Braziliaanse staat Bahia. De competitie werd gespeeld van 15 april tot 18 november en werd georganiseerd door de FBF. Ypiranga werd kampioen. 

## Eindstand
| Plaats | Club                   | Wed. | W | G | V | Saldo | Ptn. |
| ------ | ---------------------- | ---- | - | - | - | ----- | ---- |
| 1.     | Ypiranga               | 10   | 8 | 2 | 0 | 9:1   | 18   |
| 2.     | Fluminense de Salvador | 10   | 4 | 3 | 3 | 9:8   | 11   |
| 3.     | Botafogo               | 10   | 3 | 4 | 3 | 14:11 | 10   |
| 4.     | República              | 10   | 3 | 3 | 4 | 12:9  | 9    |
| 5.     | Internacional          | 10   | 2 | 5 | 3 | 9:11  | 9    |
| 6.     | Sul América            | 10   | 1 | 1 | 8 | 6:19  | 3    |

|  | Kampioen |

## Kampioen
| Campeonato Baiano de 1917 |
| ------------------------- |
| YPIRANGA 1º Titel         |